# Samuel Albert Levine
Samuel Albert Levine (Łomża, 1º gennaio 1891 – Newton, 31 marzo 1966) è stato un cardiologo statunitense di origine polacca. Ha legato il suo nome alla scala di Levine, al segno di Levine e alla Sindrome di Lown-Ganong-Levine.
Pioniere nel trattamento della trombosi coronarica, fu il primo a diagnosticare come poliomielite la malattia di Franklin D. Roosevelt. La prima unità coronarica di Boston istituita nel 1964 presso il Brigham and Women's Hospital è stata chiamata in suo onore The Samuel A. Levine Cardiac Unit.

## Biografia
Levine nacque il 1º gennaio 1891 a Łomża, in Polonia, e fu portato negli Stati Uniti all'età di tre anni. Si laureò nel 1914 in medicina all'Università di Harvard all'età di 20 anni. Nel suo ultimo anno di medicina, fu scelto per fare ricerca clinica al Peter Bent Brigham Hospital di Boston. Vi lavorò come associato in medicina e poi presso il Rockefeller Institute.
Nel 1916, Levine fu uno dei due giovani medici reclutati dalla Harvard Infantile Paralysis Commission per far fronte al carico di casi dell'epidemia di poliomielite di quell'anno. Nell'agosto del 1921, Levine diede pareri nel caso della malattia paralitica di Franklin D. Roosevelt. Fu il primo a diagnosticarla come poliomielite.
Levine fu nominato assistente professore di medicina ad Harvard nel 1930, e medico al Peter Bent Brigham Hospital nel 1940. Fu professore clinico di medicina ad Harvard dal 1948 fino al suo pensionamento nel 1958. È stato consulente in cardiologia al Brigham Hospital fino alla sua morte ed affiliato ad altri sei ospedali negli Stati Uniti.
Levine è stato un pioniere nel trattamento della trombosi coronarica. Fu il secondo medico americano a diagnosticare la condizione, che descrisse nel suo libro, Clinical Heart Disease (1936). Era un noto insegnante e formatore di cardiologi tra cui Bernard Lown, e ha anche aiutato a diagnosticare l'anemia perniciosa.
Charles E. Merrill, fondatore della Merrill Lynch, nel 1954 istituì una cattedra di medicina a nome di Levine all'Università di Harvard. Chiamata così in suo onore, l'unità cardiaca Samuel Albert Levine del Brigham and Women's Hospital è stata inaugurata nel 1965.
Levine morì il 31 marzo 1966 a Newton, nel Massachusetts.